# Mac mini

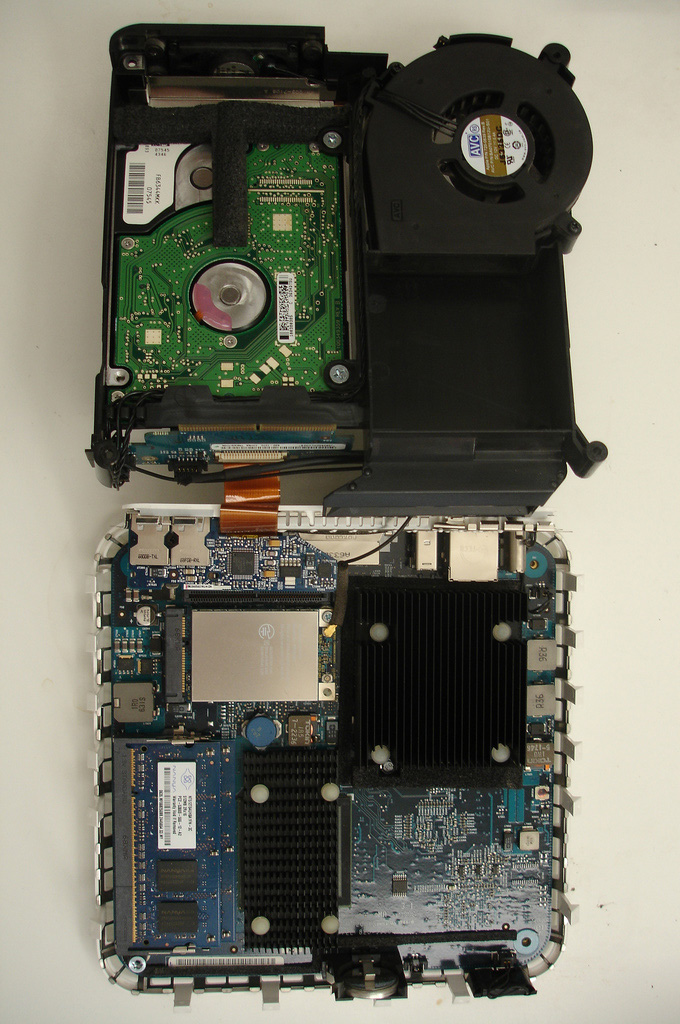
Interior de un Mac mini de 2007.

El Mac mini (Escrito con "mini" en minúscula) es un ordenador de sobremesa fabricado por Apple Inc. Es uno de los cuatro ordenadores de escritorio de la actual línea Macintosh, que sirve como alternativa al iMac, encontrándose por debajo del rango de rendimiento de los iMac Pro y Mac Pro.
El Mac mini fue el único ordenador de escritorio de Apple que se envió sin pantalla, teclado o ratón, desde 1998. Apple lo comercializó inicialmente como BYODKM (Bring Your Own Display, Keyboard, and Mouse), lanzándolo a los usuarios que cambian de un PC tradicional con sistemas operativos como Microsoft Windows. Utiliza muchos componentes específicos de ordenadores portátiles para lograr su reducido tamaño.
El Mac mini se presentó originalmente en enero de 2005, haciendo uso de procesadores PowerPC G4. La segunda generación del Mac mini, presentada en febrero de 2006, continuó con el diseño de la versión PowerPC, pero pasó a utilizar procesadores Intel Core, como parte de la transición a procesadores de Intel, así como otras actualizaciones de componentes, conexión inalámbricas Bluetooth y Wi-Fi.
El Mac mini de tercera generación, presentado en junio de 2010, trajo un nuevo diseño con cuerpo de aluminio unibody, más delgado que su antecesor, así como la inclusión de conexión HDMI, lo que lo posicionó más fácilmente como un dispositivo multimedia o de cine en casa, ofreciendo una alternativa al Apple TV. En revisiones posteriores se añadieron la conectividad Thunderbolt y procesadores Intel Core i5 e i7.
La cuarta generación de Mac mini, presentada en octubre de 2018, trajo consigo un nuevo acabado más oscuro "gris espacial", almacenamiento de estado sólido de serie, y reemplazó la mayoría de puertos por con USB-C.
Entre 2009 y 2014 se ofreció una versión de servidor de la Mac mini, que incluía MacOS Server, la versión específica del sistema operativo para servidores.
Desde su lanzamiento, el Mac mini ha pasado por múltiples actualizaciones de hardware, incorporando procesadores de Intel hasta 2020, año en que Apple comenzó la transición a sus propios chips Apple Silicon basados en ARM.

## Descripción
Como se ha mencionado, el Mac Mini se distingue por tener unas dimensiones reducidas. Mide 7,75 pulgadas (19,7 centímetros) de ancho, 7,75 pulgadas (19,7 centímetros) de fondo, y 1,4 pulgadas (3,6 centímetros) de alto, y es el ordenador de escritorio más pequeño que Apple ha realizado nunca. Pesa 3,02 libras (1,37 kilogramos).
Está influido por el Power Mac G4 Cube[cita requerida] y se diferencia de otros modelos de Apple en el hecho de que no viene acompañado de monitor, teclado ni ratón. Muchos usuarios potenciales disponen ya de ratones, teclados (compatibles con USB estándar) y monitores, que pueden añadir al mini o compartirlo usando un switch KVM.
El Mac mini trae el sistema operativo de Apple Mac OS Sierra instalado, el cual incluye los siguientes programas: iTunes, Time Machine, Mac App Store, Mission Control, Spotlight, Dashboard, Mail, Facetime, Safari, Agenda, QuickTime, iCal, reproductor de DVD y Photo Booth e iLife, un conjunto de cinco programas diseñados por Apple para crear y manejar vídeos, música, fotos y DVD, y la suite iWord.

## Especificaciones
Los modelos que han aparecido por ahora en el mercado son:
Enero de 2005 - junio de 2005
- 1,25 GHz PowerPC G4 con disco duro de 40 GB.
- 1,42 GHz PowerPC G4 con disco duro de 80 GB.

Julio de 2005 - febrero de 2006
- 1,33 GHz PowerPC G4 con disco duro de 40 GB.
- 1,5 GHz PowerPC G4 con disco duro de 80 GB.

Febrero de 2006 - septiembre de 2006
- 1,5 GHz Intel Core Solo con disco duro de 60 GB.
- 1,66 GHz Intel Core Duo disco duro de 80 GB.

Septiembre de 2006 - agosto de 2009
- 1,66 GHz Intel Core 2 Duo con disco duro de 60 GB.
- 1,83 GHz Intel Core 2 Duo con disco duro de 80 GB.

20 de octubre de 2009 MAC MINI UNIBODY
- 2,26 GHz Intel Core 2 Duo con disco duro de 160 GB y 2 GiB de RAM DDR3.
- 2,53 GHz Intel Core 2 Duo con disco duro de 320 GB y 4 GiB de RAM DDR3.

20 de julio de 2011
- Core i5 de Intel de doble núcleo a 2,3 GHz con 3 MiB de caché integrada de nivel 3 compartida, 2 GiB de memoria DDR3 a 1,333 MHz (Formato SODIMM), Procesador HD Graphics 3000 de Intel con 288 MB de SDRAM DDR3 compartida con la memoria principal
- Procesador Core i5 de Intel de doble núcleo a 2,5 GHz con 3 MiB de caché integrada de nivel 3 compartida, 4 GiB de memoria DDR3 a 1,333 MHz, Procesador gráfico Radeon HD 6630M de AMD con 256 MiB de memoria GDDR5

23 de octubre de 2012
- Intel Core i5 de doble núcleo a 2,5 GHz con Turbo Boost hasta 3,1 GHz con 3 MiB de caché L3, 4 GiB de memoria RAM DDR3 a 1600 MHz, Intel HD Graphics 4000 y disco duro de 500 GB a 5400 RPM
- Intel core i7 de cuatro núcleos a 2,3 GHz con Turbo Boost hasta 3,3 GHz con 6 MiB de caché L3, 4 GiB de memoria RAM DDR3 a 1600 MHz, Intel HD Graphics 4000 y disco duro de 1 TB a 5400 RPM

Ambos modelos de i5 incluyen:
- 500 GB de HDD a 5400 RPM
- Puerto Thunderbolt compatible con 2.560 por 1.600
- Puerto HDMI compatible con resolución de hasta 1.920 por 1.200
- Salida DVI con el Adaptador de HDMI-DVI (incluido)
- Compatible con la opción de doble monitor y vídeo en espejo
- Miniconector de entrada de audio (digital/analógica)
- Miniconector de salida de audio/toma de auriculares (digital/analógica)
- Puerto HDMI compatible con salida de audio multicanal
- Compatibilidad con los auriculares con micrófono del iPhone
- Altavoz integrado
- Puerto Thunderbolt (hasta 20 Gbit/s)
- Puerto FireWire 800 (hasta 800 Mbit/s)
- Cuatro puertos USB 2.0 (hasta 480 Mbit/s)
- Puerto HDMI
- Ranura para tarjetas SDXC
- Puerto Gigabit Ethernet
- Entrada/salida de audio
- AirPort compatible con 802.11n
- Conexión Bluetooth 4.0

Ambos modelos Power Pc incluyen:
- 256 o 512 MB PC2700 (PC3200 también se soporta con las velocidades de PC2700) SDRAM
- CD-RW/DVD ("combo") drive (CD-RW/DVD-R "Superdrive" opcional)
- Tarjeta gráfica ATI Radeon 9200 con salidas DVI y VGA (adaptador DVI a VGA incluido) y 32 MiB(no actualizable) vídeo RAM salvo en el modelo "silent upgrade" de 1,5 GHz que incorpora una Radeon 9200 de 64 MiB
- Dos puertos USB 2.0 y un puerto FireWire 400
- Ethernet 10/100 y módem de 56 kbit/s
- Salida de altavoces
- (Opcional) AirPort Extreme inalámbrico
- (Opcional) Adaptador Bluetooth interno
- (Opcional) Hasta 1 GiB de RAM

Los modelos Intel Core incluyen:
- 2 o 4 GiB de memoria (DDR3 a 1066 MHz).
- CD-RW/DVD ('combo') drive (CD-RW/DVD-R "Superdrive" opcional, incluido en la gama alta)
- Gráficos NVIDIA GForce 9400 con 256 MiB de memoria compartida, con salidas DVI (adaptador DVI a VGA incluido)
- Entrada y salida de audio óptica/digital combinada
- Altavoz interno
- Cuatro puertos USB 2.0 y un puerto Firewire 400
- Ethernet 10/100/1000
- Redes inalámbricas AirPort Extreme a 54 Mbit/s de serie (basadas en el estándar 802.11g)
- Módulo Bluetooth 2.0 + Enhanced Data Rate (EDR) de serie a velocidades de hasta 3 Mbit/s
- Mando a distancia Apple Remote
- Disco Duro Serial ATA de 2,5 pulgadas con 160 o 320 GB a 5400 RPM
- Front Row
- 2 GiB de memoria RAM en el modelo básico, o 2 GiB (dos GiB) de 1066 MHz DDR3 SDRAM en dos SO-DIMM, ampliable a 4 GiB.
- Un disco duro interno de 160 GB o 320 GB y 5400-rpm SATA.
- NVidia GeForce 9400M un procesador gráfico con 256 Mi

B compartidos con la memoria principal.
- La unidad Combo fue eliminado de la base modelo y se sustituyó por una doble capa de 8 × SuperDrive de serie. La unidad SuperDrive ahora utiliza una conexión SATA.
- El puerto FireWire 400 se sustituye con un puerto FireWire 800.
- Un quinto puerto USB añadido.
- El puerto DVI fue sustituido con un puerto mini-DVI.
- Un mini-DVI a DVI-D adaptador incluido. Una mini-DVI a VGA está disponible.
- Un Mini DisplayPort se añadió además de puerto mini-DVI. Esto permite ahora el Mac mini a trabajar con el nuevo 24 "Apple Cinema Display LED directamente y el 30" Cinema Display HD utilizando una mini DisplayPort a DVI de doble enlace adaptador.
- Las dos mini-mini-DVI y DisplayPort conexiones se pueden utilizar simultáneamente por duplicado o ampliar.
- Mando a distancia Apple Remote incluido, pero ya no sigue estando disponible.
- Actualización de firmware para permitir que el apoyo remoto inalámbrico de instalación de Mac OS X.

El Mac mini de 2007 no soportaba el estándar 802.11n pero sí la revisión de 2009. El Mac mini cuenta 2009 con un bus frontal a 1066 MHz y gráficos nVidia 9400M, idéntica a la gráfica nVidia 9400M chipset y bus frontal a 1066 MHz se encuentra en todos los' unibody 'MacBook que se presentaron en octubre de 2008.
2020
- Chip M1 de Apple con CPU de 8 núcleos, GPU de 8 núcleos y Neural Engine de 16 núcleos. De 8 a 16GB de RAM. SSD de 256GB hasta 2TB
- Intel Core i5 de 6 núcleos a 3 GHz con Turbo Boost hasta 4,1 GHz con 9 MB de caché L3, entre 8 y 64 GB de memoria RAM DDR4 a 2666 MHz, Intel UHD Graphics 630 y disco duro SSD de entre 512 GB a 2 TB (también disponible con i7 de 6 núcleos a 3,2 GHz)

## Modelos más recientes
En enero de 2023, Apple presentó las versiones más recientes del Mac mini, disponibles con los procesadores Apple M2 y Apple M2 Pro, marcando un salto significativo en rendimiento con respecto a generaciones anteriores:
Mac mini con M2: orientado al usuario general y creativo amateur, ofrece un rendimiento mejorado en tareas multimedia, con soporte para hasta dos pantallas y memoria unificada de hasta 24 GB.
Mac mini con M2 Pro: enfocado en usuarios profesionales, permite hasta 32 GB de memoria unificada, mayor cantidad de puertos y soporte para tres pantallas simultáneas.
Ambos modelos cuentan con almacenamiento SSD desde 256 GB hasta 2 TB, conectividad Thunderbolt 4, HDMI, Ethernet Gigabit (opcionalmente 10 Gb), Wi-Fi 6E y Bluetooth 5.3.

## Periféricos y accesorios de terceros
Como para el iPod, existen muchos accesorios de terceros y periféricos para ampliar el Mac mini como el miniMate , que añade hasta 400 GB de disco duro extra y un replicador de puertos (concentrador) con 4 puertos USB 2.0 y 3 puertos FireWire o el sistema de altavoces 2.1 Sound Bite , formado por 2 altavoces micro y un subwoofer que no requieren ninguna fuente de alimentación externa ni baterías. Otros fabricantes incluyen hubs, soportes y luces diseñadas alrededor de la figura del mini.
Iomega  también ha diseñado un disco duro externo con replicador de puertos USB y Firewire el minimax con 160Gb Archivado el 25 de noviembre de 2005 en Wayback Machine. y 250Gb  Archivado el 25 de noviembre de 2005 en Wayback Machine.

## Mac Mini Server
Comenzando con el Mac Mini (finales de 2009), Apple ofrece una configuración de la Mac Mini cargado con Mac OS X Server. La máquina dispone de un segundo disco duro en lugar de la unidad óptica. Como del 5 de noviembre de 2010, junto con el Mac Pro Server , el Mac mini Server, es el reemplazo para la línea Apple Xserve , que se suspendió el 31 de enero de 2011.

## Mac Studio
En marzo de 2022, Apple lanzó el Mac Studio, una renovación del Mac Pro, con formato de Mac mini. Mismo estética y tamaño de 19,7 cm de lado, pero aumentando la altura hasta los 9,5cm.

## Recepción y uso
El Mac mini ha sido bien recibido por su bajo consumo energético, su diseño compacto y su versatilidad. Es comúnmente utilizado como ordenador doméstico, estación de trabajo ligera, servidor multimedia e incluso como servidor de desarrollo o automatización empresarial.